# Órgano de control externo autonómico
Órgano de control externo autonómico (OCEX) es el nombre genérico por el que se conoce a las diferentes órganos propios de fiscalización de la gestión pública de cada comunidad autónoma de España, sin menoscabo de las competencias del Tribunal de Cuentas. Los OCEX dependen del correspondiente parlamento autonómico.
Los OCEX constituidos (y entre paréntesis su correspondiente fecha de constitución) son: Cámara de Comptos de Navarra (1984), Sindicatura de Cuentas de Cataluña (1984), Sindicatura de Cuentas de la Comunidad Valenciana (1985), Consello de Contas de Galicia (1985), Sindicatura de Cuentas de las Islas Baleares (1987), Tribunal Vasco de Cuentas Públicas (1988), Cámara de Cuentas de Andalucía (1988), Audiencia de Cuentas de Canarias (1989), Sindicatura de Cuentas de Castilla-La Mancha (1993), Cámara de Cuentas de la Comunidad de Madrid (1999), Consejo de Cuentas de Castilla y León (2002), Sindicatura de Cuentas del Principado de Asturias (2003) y Cámara de Cuentas de Aragón (2009).
En 2014 se suprimió la Sindicatura de Cuentas de Castilla-La Mancha, dejando en 12 el número de OCEX vigentes.